# ارتش مجنون
ارتش مجنون: عملیات خنجر پنهان (به انگلیسی: Raven Squad: Operation Hidden Dagger) یک بازی در سبک استراتژی هم‌زمان و تیراندازی اول شخص که توسط اَتومیک موشن ساخته و توسط  قله‌جنوبی گیمز و اِود گیمز در تاریخ ۲۵ آگوست ۲۰۰۹ برای ایکس‌باکس ۳۶۰ و مایکروسافت ویندوز عرضه شد.